# Bò South Devon
Bò Devon miền Nam là một giống bò thịt của Anh. Giống bò là giống có kích thước lớn nhất trong số các giống bản địa của Anh, và được cho là có nguồn gốc từ giống bò đỏ Normandy được đưa vào Anh trong cuộc xâm lược Anh của người Norman. Loài này là một giống bò màu đỏ khá đẹp với những sọc màu đồng và có kích thước trung bình, mặc dù màu lông có nhiều sắc thái đỏ khác nhau và thậm chí có thể xuất hiện một chút đốm. Loài này ngày nay được sử dụng chủ yếu cho việc sản xuất thịt bò mặc dù giống này đã từng được dùng để lấy sữa trong quá khứ. Cơ quan quản lý chính thức, The South Devon Herd Book Society được thành lập vào năm 1891.

## Đặc điểm giống
Bò cái trưởng thành sớm và có thể sinh đẻ lúc 2 tuổi (mặc dù độ tuổi sinh đẻ trong khoảng từ 2,5 - 3 năm vẫn còn phổ biến). Một con bò mẹ có thể sinh bê hàng năm trong 15 năm, với thời gian trung bình là 286 ngày. Hầu hết các ca sinh đều là một con nhưng tình trạng sinh đôi xảy ra trong khoảng 10% số lần sinh.
Bò đực cũng phát triển nhanh, trưởng thành sớm và có thể làm cha vào khoảng 15 đến 18 tháng tuổi. Các con bò đực có thể làm việc lên đến tuổi 12. Một con bò hoàn toàn trưởng thành có thể nặng khoảng 1.200 đến 1.600 kg (2.600 và 3.500 lb), mặc dù kỷ lục về trọng lượng của giống bò South Devon ghi đã được ghi nhận là khoảng 2.000 kg (4.400 lb).